# Nigeria Labour Congress
Der Nigeria Labour Congress (NLC) ist ein Dachverband für Gewerkschaften in Nigeria. Er wurde 1978 gegründet infolge einer Fusion von vier verschiedenen Organisationen: Nigeria Trade Union Congress (NTUC), Labour Unity Front (LUF), United Labour Congress (ULC) and Nigeria Workers Council (NWC).
Während seiner Geschichte führten Konflikte mit der Militärregierung zweimal zur Auflösung der nationalen Organe des NLC und zu Verhaftungen.
Heute sind dem NLC 43 Gewerkschaften angeschlossen.